# Derrick Atkins
Derrick Atkins (Jamaica, 5 de enero de 1984) es un atleta nacido jamaicano nacionalizado bahameño, especialista en la prueba de 100 m, con la que ha llegado a ser subcampeón mundial en 2007.

## Carrera deportiva
En el Mundial de Osaka 2007 gana la medalla de plata en la prueba de 100 metros lisos, con un registro de 9.91 segundos (récrod nacional), por detrás del estadounidense Tyson Gay y por delante del jamaicano Asafa Powell (bronce).